# Angela Farrell
Angela Farrell (Donegal, 1952) is een voormalig Iers zangeres.

## Biografie
Farrell startte haar muzikale carrière in 1970, en mocht een jaar later haar land vertegenwoordigen op het Eurovisiesongfestival 1971, dat voor het eerst op Ierse bodem werd georganiseerd. In hoofdstad Dublin trad Farrell aan met One day love. Ze eindigde op de elfde plek. Nadien bracht ze nog enkele singles uit, om in 1972 haar muzikale carrière te beëindigen.
1965: Butch Moore · 
1966: Dickie Rock · 
1967: Sean Dunphy · 
1968: Pat McGeegan · 
1969: Muriel Day · 
1970: Dana · 
1971: Angela Farrell · 
1972: Sandie Jones · 
1973: Maxi · 
1974: Tina Reynolds · 
1975: The Swarbriggs · 
1976: Red Hurley · 
1977: The Swarbriggs Plus Two · 
1978: Colm Wilkinson · 
1979: Cathal Dunne · 
1980: Johnny Logan · 
1981: Sheeba · 
1982: The Duskeys · 
1984: Linda Martin · 
1985: Maria Christian · 
1986: Luv Bug · 
1987: Johnny Logan · 
1988: Jump the Gun · 
1989: Kiev Connolly & The Missing Passengers · 
1990: Liam Reilly · 
1991: Kim Jackson · 
1992: Linda Martin · 
1993: Niamh Kavanagh · 
1994: Paul Harrington & Charlie McGettigan · 
1995: Eddie Friel · 
1996: Eimear Quinn · 
1997: Marc Roberts · 
1998: Dawn Martin · 
1999: The Mullans · 
2000: Eamonn Toal · 
2001: Gary O'Shaughnessy · 
2003: Mickey Harte · 
2004: Chris Doran · 
2005: Donna & Joe · 
2006: Brian Kennedy · 
2007: Dervish · 
2008: Dustin the Turkey · 
2009: Sinéad Mulvey & Black Daisy · 
2010: Niamh Kavanagh · 
2011: Jedward · 
2012: Jedward · 
2013: Ryan Dolan · 
2014: Can-linn feat. Kasey Smith · 
2015: Molly Sterling · 
2016: Nicky Byrne · 
2017: Brendan Murray · 
2018: Ryan O'Shaughnessy · 
2019: Sarah McTernan · 
2021: Lesley Roy · 
2022: Brooke · 
2023: Wild Youth · 
2024: Bambie Thug · 
2025: Emmy